# ロバート・マイケル・バランタイン

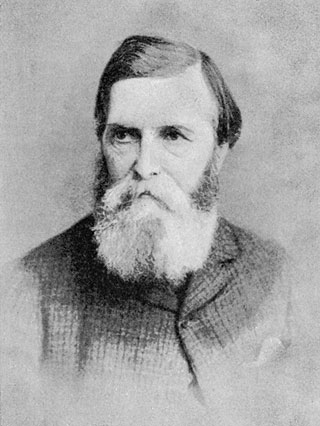

ロバート・マイケル・バランタイン（Robert Michael Ballantyne, 1825年4月24日 - 1894年2月8日）は、スコットランドの少年小説作家。画家でもあり、スコットランド・ロイヤル・アカデミーにいくつかの作品が所蔵されている。

## 概略
エディンバラに生まれる。父は印刷・出版業者。16歳の時カナダへ行き、五年間ハドソン川会社で働く。毛皮の交易を先住民やイヌイットと行い、マニトバ、オンタリオ州、ケベック州で働き、のちの小説『若い毛皮商人』（一八五六）の基礎となった。家族を恋しがったことから母に手紙を書くことが始まり、それによってバランタインは文章術を身につけたという。一八四七年にスコットランドへ帰ったバランタインは父が死んだことを知る。翌年彼は『ハドソン湾　北米の自然』を刊行し、出版社コンスタブルで働く。一八五六年、彼は執筆に専念し、少年向け冒険読物を書くようになり、その名が次第に知られていった。

## 日本語訳
- 『少年ジャングル王 マーチンの冒険』加能越郎編訳, 西崎大三郎 え. 日本文化出版, 1949
- 『魔境の王者』ロバート・ミカエル・バレンタイン原作, 久米元一著, 原研児 絵. 世界社, 1949
- 『さんご島の三少年』加能越郎 訳, 山中一益 絵. 世界文学社, 1949
- 『荒野の子』 (学校図書館文庫) 加能越郎訳, 宮脇公実 絵. 牧書店, 1951
- 『マーチンの大冒険』 (少年少女名作文庫) 加能越郎著, 鈴木御水 絵. 妙義出版社, 1952
- 『西部の少年王者』 (世界名作漫画文庫) しかのもゆる 絵. 曙出版, 1952
- 『さんご島の三少年』 (世界名作全集)大泉一郎著, 松田穰絵. 講談社, 1956
- 『荒野の少女』 (学級文庫) 中野啓介文, 花山信吾 絵. 日本書房, 1957
- 『大平原の名犬』 (名作冒険全集)久米穣編著, 武部本一郎絵. 偕成社, 1957
- 『無人島の三少年』 (ひらかな世界名作) 大蔵宏之編, 松井行正 絵. 金の星社, 1959
- 『無人島の三少年』 (名作冒険全集) 那須辰造編著, 武部本一郎 絵. 偕成社, 1959
- 『赤い羽』 (世界少年少女文学全集)吉田甲子太郎訳 野々口重絵. 東京創元社, 1960
- 『荒野の少女』 (学年別世界児童文学全集) 青木達夫文, 花形信吾 絵. 日本書房, 1961